# 尼爾森島
尼爾森島（英語：Nilsen Island），是南極洲的島嶼，位於南喬治亞群島，處於諾沃斯爾斯基灣北部以西2.8公里，由英國南極名稱諮詢委員會命名，由英國海外領土管轄。